# Буш, Кушана
Кушана Буш (англ. Kushana Bush; род. 1983, Данидин) — новозеландская художница из Данидина. Она наиболее известна своими картинами, в которых сочетаются исторический и современный стили. Буш получила несколько наград за свои работы и проводила международные выставки.

## Биография
Буш родилась в Данидине в семье англичан. Её отец изучал искусство в Винчестерской школе искусств, но не получил диплома. Его интерес к истории Азии привел к тому, что его дочь назвали в честь Кушанской империи, и детство юной Кушаны прошло в окружении книг по истории и искусству Азии. Буш ходила в начальную школу Вакари и среднюю школу Балмасуэн, а затем училась в средней школе для девочек Отаго. В 2004 году Буш получила степень бакалавра изобразительных искусств по специальности «живопись» в Данидинской школе искусств.

## Работа и карьера
Картины Буш, написанные гуашью на бумаге, известны своим уровнем детализации, использованием сглаженной перспективы, декоративным рисунком и меловыми красками. Её уникальный стиль живописи сочетает в себе влияние истории фигуративного искусства, опираясь на средневековые иллюстрированные рукописи, такие как часослов, фрески Джотто, японское искусство Шунга, живопись Великих Моголов, персидские миниатюры, голландские религиозные картины, корейские натюрморты и народное искусство. Английский художник Стэнли Спенсер также оказывает ключевое влияние на художницу, как и аспекты мировой популярной культуры и моды. Как объясняет куратор Лорен Гутселл: «Эти разрозненные источники связывают работы Буш как с прошлым, так и с настоящим; историческим и современным. Человеческие взаимодействия, юмор, двусмысленность, драматическое напряжение и интимный масштаб — это её инструменты для вовлечения зрителей в приватную беседу и, в некоторых случаях, в духовное пространство». Ранние работы Буш часто фокусировались на травмированных персонажах, что придавало произведениям некую воздушность
В 2013 году Буш получила премию Фонда искусств «Новое поколение», а в 2011 году — стипендию Фрэнсис Ходжкинс в Университете Отаго. В 2009 году художница получила премию Art and Australia Contemporary Art Award и прошла стажировку в Центре искусств/Asia NZ Foundation в Национальной художественной студии Чандон, Сеул.
Работы Буш хранятся в учреждениях по всей Новой Зеландии, а также в Художественной галерее Квинсленда, Художественной галерее Нового Южного Уэльса, Национальной галерее Виктории. Она представлена галереей Даррена Найта в Сиднее и галереей Бретта Макдауэлла в Данидине.